# 박동명
박동명(朴東命, 1575년 ~ 1636년)은 조선의 무신이다. 본관은 순천(順天), 자 시응(時應), 호 매은당(梅隱堂), 시호 충경(忠景)이다. 임진왜란 때 선봉으로 출전하여 공을 세웠으며, 병자호란 때 견무계에서 청나라 군사를 만나 분전하다 전사하였다.

## 생애
장령(掌令) 박춘무 아들로 1592년(선조 25) 임진왜란 때 아버지를 따라 참전하여 항상 선봉으로 출전하여 공을 세웠다.
1607년 선전관(宣傳官)으로 재직시 패망(悖妄)하여 동료들을 욕되게 했다는 탄핵으로 파직되었으나 뒤에 태안군수(泰安郡守)를 지냈다.
목사로 재직중 1636년(인조 14) 병자호란이 일어나자 의병들을 모아 견무계(見茂溪)에 이르러 적을 만나 크게 패하자 "이곳은 차라리 내가 죽을 장소이다."하고는 발걸음을 옮기지 않고 분전하다가 전사하였다. 병조판서에 추증하고, 정려하였다.

## 몽단이재(접지골)와 의마총 유래비
청주에서 옥산을 지나면서 만나는 고개가 몽단이재 및 재를 넘어 고속도로 밑을 통과하면 바로 앞에 나타나는 무덤이 있으니 사람들은 말무덤이라 전하고 있다. 이곳에 의마총 유래비가 서 있는데 그 내용은 다음과 같다.
이곳 유래의 주인공인 박동명(朴東命)은 순천인이며, 호는 매은당, 시호는 충경이다.
공은 1575년(선조8) 비하동 주봉마을에서 출생하고, 1599년(선조32)에 무과급제 태안군수 제주목사를 봉직했으며, 공은 한몯으로 1592년(선조25년, 당시 18세) 임진왜란, 1624년(인조12년) 이괄의 난, 1636년(인조14년) 병자호란에 출전하여 62세의 고령으로 순국한 구국의 초석이었다. 비하동 주봉마을에 왕이 하사한 충신 정려문이 세워졌고 공조판서에 추증되었다.
1636(병자)년 인조 14년에 청나라가 우리나라를 침공 삼전도에서 치욕을 당할 무렵 매은당 박동명은 의병을 모아 이춘록과 조성남을 전후군으로 하여 12월 24일 군사를 움직여 27일에 남한산성 근처 광주 무계에 당도하여 적과 정면 대결 맹렬히 싸우다가 급기야 적의 화살에 맞아 순절하였다.
그러나 매은당 휘하 김득성이 장군의 시신을 찾으려고 정성을 기울였으나 밤은 어둡고 날은 추워 찾을 길이 없어서 해매던 중 애마가 매은당 저고리를 입으로 뜯은 것을 말안장에 올려놓고 김득성이 도술을 이용하여 화살을 허공에 저어 박장군의 혼을 불러 고향으로 돌아오는 도중에 줄곧 확인을 할 때마다 장군 영혼이 응답해 왔는데 몽단이(옛날 장남령) 고개에 이르러 응답소리가 끊어져 고개턱에서 화살을 꽂아놓고 통곡하며 진혼제를 올렸다.
이 무렵 큰아들 홍원이 꿈을 꾸었는데, 의관을 전제한 아버지 매은당이 백발을 쓰다듬으며 방으로 들어와 아랫목에 앉으며, "내가 고개를 넘지못하고 구천으로 올라갔으니 내 옷을 거두어 무덤을 치도록 하라"는 현몽을 하여 잠에서 깨어 아버지가 순절한 것을 알고 몽단이 고개를 향하여 가보니 김득성이 화살을 꽂아놓고 진혼제를 올리고 있었으며 장군의 애마는 말발굽이 땅에 붙어 7일간이나 물 한 모금 벅지 않고 슬피 울다가 숨을 거두고 말았는데 이곳이 꿈에서 깨어났다 하여 몽단(夢斷)이라 전하여 내려왔다.
매은당 박동명의 묘는 의관장(시신이 없이 의복만 묻은 것)을 하고, 애마는 주인을 추모하는 의로움을 더 한층 가상히 여기고 장군의 묘소로부터 150m 하단에 후하게 장사지내어 영혼을 위로하였으며, 이 곳을 말무덤(의마총)이라고 한다. 공이 전사한지 368년이 지난 오늘 몽단이재 또는 접지골에 대한 유래비를 세우다.

## 가족관계
- 할아버지 : 박기정(朴箕精)
  - 백부 : 박춘영(朴春英)
  - 백부 : 박춘화(朴春華)
  - 백부 : 박춘옹(朴春蓊)
  - 숙부 : 박춘번(朴春蕃)
  - 아버지 : 박춘무(朴春茂)

## 같이 보기
- 민충사